# Herb gminy Stare Juchy
Herb gminy Stare Juchy – symbol gminy Stare Juchy, ustanowiony 12 października 1990.

## Wygląd i symbolika
Herb przedstawia na tarczy dzielonej w pas w polu górnym zielonym skaczącego jelenia, natomiast w polu dolnym biało-czarną szachownicę. Nawiązuje on do XVI-wiecznego herbu Starych Juch, który znajduje się na miejscowym kościele, dodatkowo pole górne nawiązuje do herbu szlacheckiego rodu Pełkowskich, a dolne do zależności szlachty od Prus Książęcych.